# باپتیست موازان
باپتیست موازان (انگلیسی: Baptiste Mouazan؛ زادهٔ ۲۷ سپتامبر ۲۰۰۱) بازیکن فوتبال است.